# FC Blau-Weiß Linz
FC Blau-Weiß Linz é um clube de futebol austríaco, com sede em Linz, atualmente disputa a Áustria Regional League. 
O time surgiu em 1997, após adotar a tradição e a estrutura do FC Linz, desde então faz o derby citadino com o tradicional LASK Linz.